# تپه برتاش گله وران
تپه برتاش گله وران مربوط به هزاره سوم قبل از میلاد است و در شهرستان بیجار، بخش مرکزی، روستای باشوکی واقع شده و این اثر در تاریخ ۲۴ فروردین ۱۳۸۲ با شمارهٔ ثبت ۸۰۳۹ به‌عنوان یکی از آثار ملی ایران به ثبت رسیده است.